# 1908年ロンドンオリンピックのロシア選手団
1908年ロンドンオリンピックのロシア選手団（1908ねんロンドンオリンピックのロシアせんしゅだん）は、1908年4月27日から10月31日にかけてイギリスの首都ロンドンで開催された1908年ロンドンオリンピックのロシア選手団、およびその競技結果。

## 概要
今大会は金メダル1個、銀メダル2個の合計3個のメダルを獲得した。

## メダル
| メダル | 選手名                   | 競技               | 種目                       |
| ------ | ------------------------ | ------------------ | -------------------------- |
| 金     | ニコライ・パニン         | フィギュアスケート | 男子スペシャルフィギュア   |
| 銀     | アレクサンドル・ペトロフ | レスリング         | 男子グレコローマン93kg級   |
| 銀     | ニコライ・オルロフ       | レスリング         | 男子グレコローマン66.6kg級 |